# Carl Schenstrøm
Carl Georg Harald Schenstrøm (* 13. November 1881 in Kopenhagen; † 10. April 1942 ebenda) war ein dänischer Schauspieler. Er wurde in der Rolle des Pat des Komikerduos Pat & Patachon international bekannt.

## Leben
Carl Schenstrøm entstammte einer Handwerkerfamilie und erlernte den Beruf des Buchbinders. Seine Eltern Jørgen Schenstrøm (1857–1946) und Mathilde Grashoff (1861–1919) wanderten mit ihm um 1890 in die Vereinigten Staaten aus, kehrten aber schon drei Jahre später wieder nach Dänemark zurück. Als Lehrling spielte Carl Schenstrøm in einer Laiengruppe mit. Nach Abschluss der Lehre sprach er bei einem Kopenhagener Theater vor und bekam auch prompt eine Anstellung, die allerdings nur dürftig entlohnt wurde.
Von Kollegen hörte er, dass beim Film Schauspieler für kleinere Nebenrollen gesucht würden, und so gab er 1910 im – allerdings nur mäßig erfolgreichen – Streifen Peder Tordenskjold sein Debüt als Filmschauspieler. Für Schenstrøm war diese Rolle dennoch ein Erfolg: Er erhielt im selben Jahr einen Vertrag bei der Nordisk. Allerdings beschränkten sich seine Engagements zunächst auf Nebenrollen, für die er die Zeit außerhalb der Theatersaison opferte. Er trat unter anderem in August Bloms Atlantis (1913) und neben Asta Nielsen in Holger-Madsens Mod lyset (1919) auf.
1913 entdeckte der Regisseur Lau Lauritzen senior Schenstrøms Talent als Komiker und setzte ihn in einigen seiner Komödien ein. Beide wechselten nach einigen Jahren zur Produktionsgesellschaft Palladium. 1921 wurde das Komikerduo Pat und Patachon (im dänischen Original: Fyrtaarnet und Bivognen) mit dem Stummfilm Film, flirt og forlovelse aus der Taufe gehoben. Lauritzen führte Regie, Carl Schenstrøm spielte den Pat und für die Rolle des Patachon wurde Harald Madsen engagiert. Die Geschichten des Landstreicherpaars wurden in den 1920er und 1930er Jahren zu einem großen internationalen Erfolg. Schenstrøm spielte fortan fast ausschließlich diese Rolle. Sein letzter Film war 1940 I de gode, gamle dage.
Carl Schenstrøm war ab dem 29. Oktober 1910 bis zu seinem Tod mit der aus Frederiksberg stammenden Ellen Butzkowsky (1884–1964) verheiratet. Aus der Ehe ging der Sohn Helge Schenstrøm (1910–1988) hervor. Schenstrøm starb im April 1942 nach kurzer, schwerer Krankheit im Alter von 60 Jahren. Seine Grabstätte befindet sich auf dem Bispebjerg-Kirkegard.

## Filmografie
- 1909: Barnet som Velgører
- 1910: Samvittighedens Stemme
- 1910: Peder Tordenskjold
- 1910: Blind Alarm
- 1910: Lattermaskinen
- 1910: Dirkens Mester
- 1910: Meyer og Frue paa Lystrejse
- 1910: Revolveren
- 1911: Mormonens offer
- 1911: Hotelmysterierne
- 1911: Die weiße Sklavin II (Den hvide slavehandel II)
- 1911: Zigeunersken
- 1911: Den sorte hætte
- 1912: Mellem Storbyens Artister
- 1912: En moders kaerlighed
- 1912: Historien om en moder
- 1912: En Hjemkomst
- 1912: Brilliantstjernen
- 1912: Vampyrdanserinden
- 1913: Chatollets hemmelighed
- 1913: Kæmpedamens bortførelse
- 1913: Bøffen og bananen
- 1913: Prins for en dag
- 1913: Døvstummelegatet
- 1913: Strejken paa den gamle Fabrik
- 1913: Frederik Buch som Soldat
- 1914: De besejrede Pebersvende
- 1914: Den kulørte slavehandler
- 1914: Uden Fædreland
- 1914: Herberg for Hjemløse
- 1914: Amors Krogveje
- 1914: Detektivens barnepige
- 1914: Endelig alene
- 1914: Die Tat des Dietrich Stobäus (Skyldig? – Ikke skyldig?)
- 1914: Min Ven Levy
- 1914: Helvedesmaskinen
- 1914: Inderpigen
- 1914: Fangens Søn
- 1914: Tugthusfange No. 97
- 1914: Stop Tyven
- 1914: Millionærdrengen
- 1914: I kammerherrens klæder
- 1914: Jens Daglykke
- 1914: Elskovsleg
- 1914: Bytte Roller
- 1914: Skorstensfejeren kommer i morgen
- 1915: En Kone søges
- 1915: Susanne paa Eventyr
- 1915: En Vandgang
- 1915: Kampen om barnet
- 1915: Kong Bukseløs
- 1915: En slem dreng
- 1915: Den gale Digter
- 1915: Familien Pille som Spejdere
- 1915: Det blaa vidunder
- 1915: En virkelig Helt
- 1915: Guldkalven
- 1915: Hr. Petersens Debut
- 1915: Trold kan tæmmes
- 1915: Evangeliemandens liv
- 1915: De Nygifte
- 1915: Den tapre Svigermor
- 1916: Den værdifulde Husassistent
- 1916: Don Juans Overmand
- 1916: Filmens Datter
- 1916: En munter Klinik
- 1916: Digteren og Basunblæseren
- 1916: Gammel Ost og Blomsterduft
- 1916: Det Bertillonske System
- 1916: Værelse Nr. 17
- 1916: En dejlig Dag
- 1916: Gar el Hama IV
- 1916: Den hvide djævel
- 1916: Midnatssolen
- 1916: Paraplyen
- 1916: En landlig Uskyldighed
- 1916: Trolden i Æsken
- 1917: En tro og villig Pige
- 1917: Et fremmeligt Barn
- 1917: Ung og forelsket
- 1917: Diskenspringeren
- 1917: Askepot
- 1917: Hjertetyven
- 1918: Bunkebryllup
- 1918: Mästerkatten i stövlar
- 1918: Hjerteknuseren
- 1918: En moderne Landevejsridder
- 1918: En uheldig Tyveknægt
- 1918: Hendes stille Sværmeri
- 1918: Damernes Ridder
- 1918: Tøffelheltens Fødselsdag
- 1918: Hatten med Skatten
- 1918: Ansigtet i Floden
- 1918: Hun skriver paa Maskine
- 1918: Danse-Galskab
- 1918: Da Tøffelhelten generalstrejkede
- 1918: Hans lille Dengse
- 1918: Reservestatisten
- 1919: Har været med et Brev i Postkassen
- 1919: Nalles Børnehave
- 1919: Med og uden Kone
- 1919: Mesterhypnotisøren
- 1919: Nellys Riddere
- 1919: Byens Herkules
- 1919: Hvorledes jeg kom til Filmen
- 1919: Der Fackelträger (Mod lyset)
- 1919: Et nydeligt Trekløver
- 1919: Han vil til Filmen
- 1919: Manden der gøer
- 1919: Kærlighed overvinder Alt
- 1919: Der Kriegsgewinnler (Krigsmillionæren)
- 1919: Hans store Chance
- 1919: Den Sømand han maa lide
- 1919: Skruebrækkeren
- 1919: Den store Gevinst
- 1919: Brændt a’
- 1919: De keder sig paa Landet
- 1919: En kriminel Historie
- 1919: Han spiller Fodbold
- 1919: Hendes mands forlovede
- 1919: Kærlighed og Lotteri
- 1919: Mælkemandens Hest
- 1919: Væddeløberen
- 1920: De nygifte
- 1920: En hustru till låns
- 1920: Den fattige Millionær
- 1920: Der Liebling der Götter (Gudernes yndling)
- 1920: Den lille Don Juan
- 1920: Det levende Hittegods
- 1920: Hun fik ham ikke
- 1920: Den standhaftige Spillemand
- 1920: Jeg elsker Dem, Tusnelda
- 1920: Atlantas Knaldsucces
- 1921: Film, Flirt und Verlobung (Film, flirt og forlovelse)
- 1921: Vor fælles Ven
- 1921: Hans Ungdomsbrud
- 1921: Skaf mig en Kæreste
- 1921: Ungkarleliv
- 1921: Landsvägsriddare
- 1921: Silkesstrumpan
- 1921: Landliggeridyl – Vandgang
- 1922: Hans Kones Mand
- 1922: Han, hun og Hamlet
- 1922: Sommer, Sonne und Studenten (Sol, sommer og studiner)
- 1923: Vore venners vinter
- 1923: Daarskab, dyd og driverter
- 1923: Kan Kærlighed kureres?
- 1923: Im siebten Himmel (Blandt byens børn)
- 1923: Die Braut aus Australien (Mellem muntre musikanter)
- 1924: Pat und Patachon als Müller (Ole Opfinders offer)
- 1924: Pat und Patachon auf Weltreise (Raske Riviera Rejsende)
- 1924: Lille Lise let-paa-taa
- 1924: Pat und Patachons Kampf mit dem Drachen (Professor Petersens Plejebørn)
- 1925: Pat und Patachon als Millionäre (Grønkøbings glade gavtyve)
- 1925: Vagabonder i Wien
- 1925: Pat und Patachon als Polizisten (Polis Paulus' påskasmäll)
- 1925: Takt, tone og tosser
- 1925: Zwei Vagabunden im Prater
- 1926: Schwiegersöhne
- 1926: Don Quichote (Don Quixote)
- 1926: Lykkehjulet
- 1926: Bankhaus Pat & Patachon (Ebberöds bank)
- 1926: Pat und Patachon auf Wolfsjagd (Ulvejægerne)
- 1926: Pat und Patachon auf hoher See (Dødsbokseren)
- 1927: Pat und Patachon auf dem Pulverfaß (Tordenstenene)
- 1927: Vester Vov-Vov
- 1928: Pat und Patachon: Die Filmhelden (Filmens helte)
- 1928: Pat und Patachon in Pelikanien (Kongen af Pelikanien)
- 1928: Pat und Patachon auf dem Weg zu Kraft und Schönheit (Kraft og skønhed)
- 1928: Pat und Patachon – Die blinden Passagiere (Cocktails)
- 1929: Pat und Patachon im Raketenomnibus (The Rocket Bus)
- 1929: Pat und Patachon als Detektive (Kys, klap og kommers)
- 1929: Hallo! Afrika forude!
- 1929: Højt paa en kvist
- 1930: Pat und Pattachon als Kunstschützen (Hr. Tell og Søn)
- 1930: 1000 Worte Deutsch
- 1930: Pat und Patachon auf Freiersfüßen (Pas paa pigerne)
- 1931: Fy og Bi i Kantonnement
- 1931: Knall und Fall (Krudt med knald)
- 1932: Lumpenkavaliere
- 1932: Pat und Patachon schlagen sich durch (Han, hun og Hamlet)
- 1933: Mit Pauken und Trompeten (Med fuld musik)
- 1935: Knox und die lustigen Vagabunden (Zirkus Saran)
- 1936: Mädchenräuber
- 1936: Blinde Passagiere
- 1937: Bleka greven
- 1937: Pat und Patachon im Paradies
- 1938: Midt i byens hjerte
- 1940: Aus guten alten Zeiten (I de gode, gamle dage)